# Platicrista
Genre
Platicrista est un genre de tardigrades de la famille des Hypsibiidae.

## Liste des espèces
Selon Degma, Bertolani et Guidetti, 2013 :
- Platicrista affine (Mihelčič, 1951)
- Platicrista angustata (Murray, 1905)
- Platicrista cheleusis Kathman, 1990
- Platicrista horribilis Kaczmarek & Michalczyk, 2003
- Platicrista itaquasconoide (Durante Pasa & Maucci, 1975)
- Platicrista ramsayi Marley, 2006

## Publication originale
- Pilato, 1987 : Revision of the genus Diphascon Plate, 1889, with remarks on the subfamily Itaquasconinae (Eutardigrada, Hypsibiidae). Collana U.Z.I. Selected Symposia and Monographs, no 1, p. 337-357.